# СинБио
СинБио — российская фармацевтическая компания, разрабатывающая биотехнологические лекарственные препараты. Основные инвесторы проекта — Институт стволовых клеток человека, «Роснано», другие инвесторы — FDS Pharma, Дмитрий Генкин, «Крионикс» и «Фармсинтез». В компании работают учёные из России, Великобритании и Германии. Штаб-квартира расположена в Москве.
Компания была создана в августе 2011 года с целью разработки новых лекарств на основе трёх технологических платформ (Histone, Gemacell и PolyXEN), которые планируется применять для лечения заболеваний печени, сосудистой системы, острого лейкоза, дефицита гормона роста и сахарного диабета. Предполагается также создание производственных площадок для выпуска препаратов, прошедших клинические исследования.

## Центры разработок
- Xenetic Biosciences (Лондон, Великобритания) — биофармацевтическая компания, специализируется на разработке фармацевтических препаратов направленного и пролонгированного действия, в том числе белковых лекарственных средств, вакцин и лекарств для лечения онкологических заболеваний.[4]
- SymbioTec GmbH (Саарбрюкен, Германия) — биотехнологическая компания — разработчик лекарственных средств для лечения онкологических и инфекционных заболеваний. Имеет биотехнологическую лабораторию в Саарбрюкене, предназначенную для проведения исследований в области протеомики, клеточной и молекулярной биологии и биотехнологий.[5]
- Институт стволовых клеток человека (Москва, Россия) — одна из биотехнологических компаний России, занимается разработкой препаратов и технологий клеточной и генной терапии.[6]